# Ercole Gallegati
Ercole Gallegati   (Faenza, 21 de novembre de 1911 - Castel San Pietro Terme, 19 d'agost de 1990) va ser un lluitador italià, que combinà la lluita lliure i la lluita grecoromana, que va competir entre les dècades de 1930 i 1950. Va prendre part en quatre edicions dels Jocs Olímpics, el 1932, 1936, 1948 i 1952. En el seu palmarès destaquen dues medalles de bronze en el pes wèlter el 1932 i 1948. També guanyà una medalla de bronze al campionat d'Europa de 1934 i 20 títols nacionals en lluita grecoromana i 11 en lluita lliure entre 1931 i 1956.
Fou guardonat amb l'Orde al Mèrit de la República Italiana.